# Pyronia neapolitana
Pyronia neapolitana är en fjärilsart som beskrevs av Charles Oberthür 1909. Pyronia neapolitana ingår i släktet Pyronia och familjen praktfjärilar. Inga underarter finns listade.